# Certified Internal Auditor
Certified Internal Auditor (CIA) ist der Titel eines Berufsexamens aus dem Bereich der Internen Revision.

## Rechtliche Grundlage
Rechteinhaber für das CIA-Examen ist der Revisionsweltverband, das Institute of Internal Auditors (IIA) mit Sitz in Lake Mary, Florida, USA.
Das Recht, den Titel Certified Internal Auditor bzw. das Kürzel CIA zu führen, wird durch das IIA und seine nationalen Mitgliedsverbände auf privatrechtlicher Grundlage an Personen verliehen, die die notwendigen Zulassungsvoraussetzungen erfüllen und die geforderten Prüfungen erfolgreich absolviert haben. Es kann wieder entzogen werden, zum Beispiel wenn die Verpflichtungen zur laufenden Weiterbildung nicht eingehalten werden oder bei Verstößen gegen den Ethikkodex oder die internationalen bzw. nationalen Revisionsstandards.
Die CIA-Zertifizierung wurde im Jahr 1973 eingeführt.

## Bedeutung
Da in vielen Ländern, wie z. B. auch in Deutschland, Österreich und der Schweiz, keine gesetzlichen Vorschriften für die Ausbildung und die Zulassung von internen Revisoren existieren, gilt der Titel CIA als Nachweis und Merkmal für besondere Qualifikationen und hohe Professionalität auf dem Gebiet der Internen Revision. CIAs gelten als Spezialisten für das Erkennen und Bewerten von Risiken, für die Planung und Durchführung von Prüfungen, für das Erkennen und Benennen von Fehlentwicklungen und Verbesserungspotentialen, für die Initialisierung entsprechender Verbesserungen sowie für die Überwachung der damit einhergehenden Maßnahmenerledigung.
Der CIA-Titel wird außerdem als gute fachliche Basis für die Übernahme von Führungsverantwortung angesehen.
Seit dem Jahr 2002 benennt der IDW-Prüfungsstandard Interne Revision und Abschlussprüfung (IDW PS 321) den CIA-Titel als Nachweis für fachliche Kompetenz, Ausbildung und berufliche Erfahrung.  Zu einer weiteren Aufwertung des Berufsexamens führten in den letzten Jahren die verstärkte Fokussierung auf den Themenkomplex Corporate Governance sowie die ständig steigenden Anforderungen an die Internen Revisionen in Kreditinstituten, insbesondere auch von Seiten der Bankenaufsicht.
Bis Ende 2017 wurden in Deutschland über das Deutsche Institut für Interne Revision (DIIR) 2.268 CIAs zertifiziert. Davon wurden 1.483 CIAs Ende 2017 beim DIIR als aktiv tätig geführt. Hinzu kommen im deutschsprachigen Raum noch weitere CIAs, die ihren Examenstitel über das Institut für Interne Revision Österreich (IIA Austria) oder über den Schweizerischen Verband für Interne Revision (SVIR) erlangten.
Die Zahl der weltweit in 170 Ländern tätigen CIAs beläuft sich auf über 150.000.

## Tätigkeitsfelder
Certified Internal Auditors arbeiten meist in der Internen Revision und im Compliance-Bereich von Kreditinstituten, Versicherungen und anderen gewerblichen Unternehmen oder bei Beratungsgesellschaften. Bisher noch selten sind CIAs auch im Bereich von (Aufsichts-)Behörden bzw. von öffentlichen Verwaltungen tätig.

## Zulassungsvoraussetzungen
Die Zulassung zur CIA-Prüfung ist an folgende Bedingungen geknüpft:
- Vorbildung – Abschluss eines Studiums an einer staatlich anerkannten Hochschule
- Berufserfahrung – Ein- bzw. zweijährige Tätigkeit innerhalb einer Internen Revision oder eines vergleichbaren Bereichs
- Charakterliche Eignung – Bestätigung der persönlichen und charakterlichen Eignung des Bewerbers über eine Bestätigung oder ein Zeugnis eines (früheren) Vorgesetzten, eines Hochschullehrers oder eines Certified Internal Auditors (CIA).

Letztlich entscheidet über die Zulassung zur Prüfung der Zulassungsausschuss des jeweiligen nationalen IIA-Mitgliedsinstituts.

## Prüfung
Die Prüfung besteht aus drei Teilen:
- Teil 1: Grundlagen der Internen Revision Behandelt die professionellen Standards, den Revisionsauftrag (Audit Charter), Organisationsunabhängigkeit, Integrität, Objektivität, ethische Grundsätze sowie die Rolle der Internen Revision im Rahmen von Enterprise Risk Management (ERM), Governance Frameworks und interner Kontrollsysteme.
- Teil 2: Arbeitsmethoden der Internen Revision Fokussiert auf die Anwendung des Risk-Based Audit Approach entlang des vollständigen Audit Engagement Lifecycle, inklusive scoping, risk assessment, testing, issue root cause analysis, reporting, und remediation monitoring. Gefordert wird die Fähigkeit, revisionsrelevante Schwachstellen in komplexen Organisationsstrukturen zu erkennen, zu analysieren und risikoorientiert zu adressieren.
- Teil 3: Wissenselemente der Internen Revision Prüft interdisziplinäre Expertise in Financial and Managerial Accounting, Corporate Finance, IT Governance, Cybersecurity, Data Analytics, Compliance Frameworks, strategischer Unternehmensführung sowie den ökonomischen und regulatorischen Rahmenbedingungen der Prüfungstätigkeit.

Alle drei Teile des Examens müssen innerhalb von drei Jahren nach der Zulassung bestanden sein. Diese Frist kann auf vier Jahre erweitert werden. In Teil 1 sind 125 und in den Teilen 2 und 3 je 100 Multiple-Choice-Fragen zu beantworten. Die Prüfung kann in Englisch, in Deutsch sowie in 14 weiteren Sprachen abgelegt werden.
Durchgeführt werden die Examen über einen Dienstleister in Form eines Computer Based Testing in weltweit über 500 Testcentern. Für Kandidaten aus Deutschland erfolgt die Anmeldung zur CIA-Prüfung direkt beim IIA. Während der Zeit der Corona-Pandemie hat das IIA die Möglichkeit eingerichtet, ein Online Testing zuhause abzulegen.
Die CIA-Prüfungen gelten als anspruchsvoll, was sich in den vergleichsweise hohen Durchfallquoten zeigt. Laut dem Institute of Internal Auditors (IIA) bestehen durchschnittlich lediglich 44 % (Part 1), 48 % (Part 2) und 56 % (Part 3) der Kandidaten.

## Pflichten
Träger des CIA-Titels sind auf die Einhaltung der IIA-Standards (Internationale Revisionsstandards) und des IIA Code of Ethics (eines Ethikkodex für Revisioren) verpflichtet. Deutsche CIAs müssen auch die DIIR-Standards des Deutschen Instituts für Interne Revision beachten.
CIAs sind außerdem zur laufenden beruflichen (fachlichen) Weiterbildung verpflichtet. Jährlich zum Jahresende ist dem IIA zu melden, dass mindestens 40 Weiterbildungsstunden (gemäß einem entsprechenden Regelwerk) erbracht wurden. Zwei davon müssen aus dem Bereich Ethik stammen. Die abgegebenen Meldungen werden durch das IIA in Stichproben überprüft.

## Status
Jeder CIA wird beim IIA mit einem Status geführt. Folgende Ausprägungen sind möglich:
- Als Revisoren tätige CIAs (Practicing CIAs): Aktive CIAs. Jährlich müssen 40 Weiterbildungsstunden nachgewiesen werden (zwei davon aus dem Bereich Ethik).
- Nicht als Revisoren tätige CIAs (Non-practicing CIAs): CIAs, die eine Tätigkeit außerhalb der Internen Revision ausüben. Jährlich müssen 20 Weiterbildungsstunden nachgewiesen werden.
- CIAs im Ruhestand (Retired CIAs): Der CIA-Titel darf weiterhin geführt werden. Es darf keine Funktion der Internen Revision ausgeübt werden. Der Nachweis von Weiterbildungsstunden entfällt.
- Inaktiver Status (Inactive Status): Dieser Status wird automatisch vergeben, wenn die Weiterbildungsverpflichtungen nicht eingehalten werden. Der CIA-Titel darf nicht mehr geführt werden. Eine Zurückversetzung in den aktiven Status ist auf Antrag möglich, nachdem die Einhaltung der Weiterbildungsverpflichtungen nachgewiesen wurde.

## Mitwirkung bei der Zertifizierung
Die CIA-Zertifizierung wird inzwischen direkt über das IIA (USA) durchgeführt. Bestimmte Aufgaben (z. B. hinsichtlich der Zulassungsprüfung) werden im deutschsprachigen Raum noch durch die rechtlich eigenständigen nationalen IIA-Mitgliedsinstitute wahrgenommen. Dies sind:
- In Deutschland: Deutsches Institut für Interne Revision (DIIR)
- In Österreich: Institut für Interne Revision Österreich (IIA Austria)
- In der Schweiz: Schweizerischer Verband für Interne Revision (SVIR)

## Weitere Berufsexamen auf dem Gebiet der Internen Revision
Weitere für den Revisorenberuf maßgebliche und verbreitete Berufsexamen des Institute of Internal Auditors (IIA) bzw. der Information Systems Audit and Control Association (ISACA) sind:
- CCSA, Certification in Control Self-Assessment (Schwerpunkt: Interne Kontrollsysteme)
- CISA, Certified Information Systems Auditor (Schwerpunkt: IT-Systeme)
- CRMA, Certification in Risk Management Assurance (Schwerpunkt: Risikomanagement)
- CGAP, Certified Government Auditing Professional (Schwerpunkt: Interne Revisionen im öffentlichen Dienst)